# Tainá (futebolista)
Tainá Suelen Borges de Oliveira, mais conhecida como Tainá (São Paulo, 1 de maio de 1995), é uma futebolista brasileira que atua como goleira. Atualmente, joga pelo América.

## Carreira

### Centro Olímpico
Iniciou sua carreira no Centro Olímpico, em 2012.

### Audax/Corinthians
Em 2016, com a parceria entre o Audax, de Osasco e o Corinthians para criação de um time feminino competitivo, foi para o "novo projeto".

### Corinthians
Após o término da parceria entre o Audax e Corinthians, no final de 2017, permaneceu no Corinthians.
Em 25 de abril de 2021, sofreu uma ruptura do ligamento cruzado anterior do joelho esquerdo na partida contra o Botafogo, válida pelo Campeonato Brasileiro. Em maio do mesmo ano, passou por uma cirurgia de reconstrução do ligamento. Ao final da temporada, teve o seu vínculo com o clube renovado para a temporada 2022.

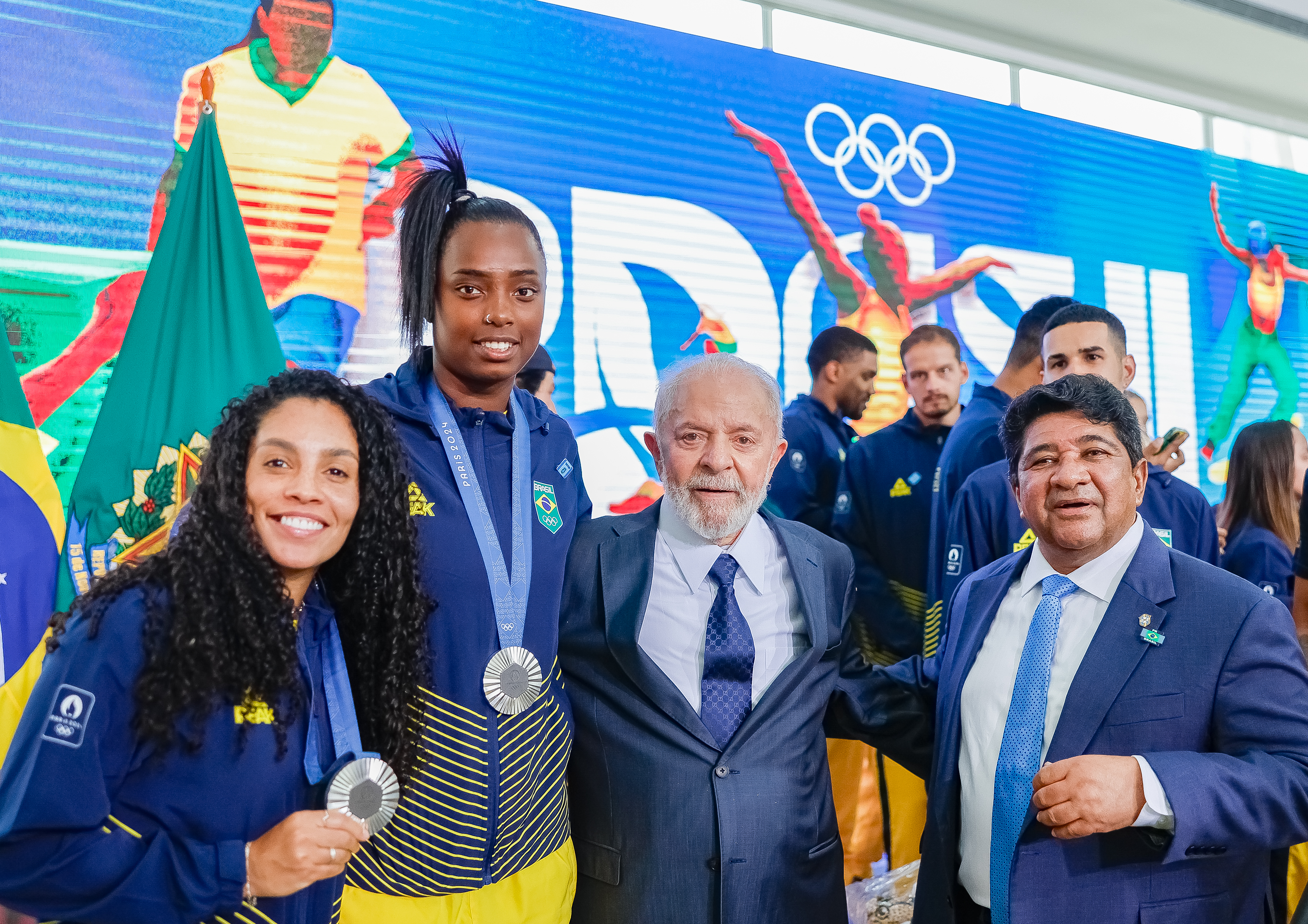
Tainá e Yasmim recebidas por Luís Inácio Lula da Silva.

### Seleção Brasileira
Participou da Seleção Brasileira Sub-17 que conquistou o Campeonato Sul-Americano Sub-17 de 2012, na Bolívia. Disputou, pela mesma Seleção sub-17 e no mesmo ano, a Copa do Mundo Sub-17 de 2012, no Azerbaijão, mas o Brasil foi derrotado por 2–1, pela Alemanha, nas quartas de final. Como goleira reserva da seleção nos Jogos Olímpicos Paris 2024, venceu a medalha de prata.

## Pessoal
Foi a primeira embaixadora da marca Uhlsport — empresa alemã de artigos esportivos — no Brasil. Sendo assim, a primeira atleta do futebol brasileiro, tanto masculino quanto feminino, a utilizar as luvas da marca.
| “                                                          | Uma mulher representando uma marca esportiva tão grande mostra as mudanças que vêm acontecendo na sociedade e pode inspirar outras mulheres a acreditarem em seus sonhos e saberem que são capazes de realizar o que quiserem. Além disso, quanto mais o futebol feminino for visto de maneira positiva, mais retorno positivo nos trará | ” |
| — Tainá, em entrevista sobre a parceria com a marca alemã, | |   |

Em 13 de março de 2023, suas redes sociais foram invadidas e ela e sua equipe de assessoria perderam o acesso às suas contas do Facebook, do WhatsApp e do Instagram. O objetivo dos invasores era aplicar um golpe de investimentos de alto retorno em curto prazo.

## Títulos

### Clubes
Centro Olímpico
- Campeonato Brasileiro: 2013

Audax/Corinthians
- Copa do Brasil: 2016

Corinthians
- Copa Libertadores: 2019 e 2021
- Campeonato Brasileiro: 2018, 2020, 2021, 2022 e 2023
- Supercopa do Brasil: 2022 e 2023
- Campeonato Paulista: 2019, 2020 e 2021
- Copa Paulista: 2022

### Seleção Brasileira
- Campeonato Sul-Americano Sub-17: 2012

### Campanhas de destaque
Corinthians
- Campeonato Brasileiro: vice-campeã (2017 e 2019)
- Campeonato Paulista: vice-campeã (2018)